# Zekat
Zekat (arap.  زكاة - zekāt, što znači "ono što pročišćava") je u islamu obavezni milodar, izdvajanje točno određenog dijela imetka u dobrotvorne svrhe, za sve one koji ispunjavaju uvjete za to. To je četvrti stup islama, po tradicionalnom poretku, iako je po važnosti treća praktična dužnost islama, po važnosti odmah nakon namaza.

## Zekat u Kur'anu
Zekat je neupitna obveza u islamu (farz), a u Kuranu je propisan sljedećim ajetom:
Uzmi od dobara njihovih zekat da ih njime očistiš i blagoslovljenim učiniš i pomoli se za njih, molitva tvoja će ih, sigurno, smiriti, a Alah sve čuje i zna. (At-Tevba, 103.)
Zekat se u Kur'anu najčešće spominje u ajetima zajedno s namazom (obaveznom molitvom pet puta na dan), i to na dvadeset osam mjesta, primjerice:
Nije čestitost u tome da okrećete lica svoja prema istoku i zapadu; čestiti su oni koji vjeruju u Alaha i u onaj svijet, i u anđele, i u knjige, i u vjerovjesnike, i koji od imetka, iako im je drag, daju rođacima, i siročadi, i siromasima, i putnicima, i prosjacima, i za otkup iz ropstva, i koji molitvu obavljaju i zekat daju, i koji obvezu svoju, kada je preuzmu, ispunjavaju, naročito oni koji su izdržljivi u neimaštini, i u bolesti, i u boju ljutom. Oni su iskreni vjernici, i oni se Alaha boje i ružnih postupaka klone. (Al-Bekara, 177.)
U Kuranu nije izričito precizirano koji dio i od koje vrste imovine se daje zekat. Poslanik Muhamed je dao detaljne smjernice o izvršavanju ove islamske dužnosti.

## Povijest
Praksa zekat je imala izuzetno važnu ulogu kroz cjelokupnu povijest islama, kao financijski temelj za razvoj stabilne islamske zajednice. Nakon utemeljenja ove vjerske obveze 2. godine poslije Hidžre (624. godine), zekat je prikupljan pod izravnim nadzorom Poslanika Muhameda. On je imao osam ovlaštenih prikupljača zekata, s točno određenim plemenima ili oblastima Arapskog poluotoka koja su obilazili. Nakon njegove smrti, prvi kalif Abu Bakr, koji je po vjerovanju sunita Poslanikov punopravni nasljednik (dok šijiti smatraju da je to pravo prvenstveno pripadalo Aliju, koji je bio četvrti kalif), je utemeljio prvu državnu ustanovu zekata, a svi prihodi su bili prikupljani u državnu blagajnu - Bejtu-l-mal. On se za svoje vladavine pobrinuo da svaka žena, muškarac i dijete imaju minimalan godišnji prihod od 10 dirhama, koji je kasnije povećan na 20 dirhama.
Ovakva praksa se nastavlja tijekom vladavine ostala tri pravedna kalifa (Omer ibn al-Hatab, Osman ibn Afan, Ali ibn Abu Talib). Međutim, Alijeve pristalice, odbijaju nastaviti davati zekat njegovom nasljedniku Muaviji, jer mu ne priznaju pravo vlasti. Zekat je, dakle, samo kratkorčno opstao kao državna ustanova islamskog društva, ali su svi njegovi oblici neporecivo doprinijeli njegovom razvoju. Tako je, primjerice, za vrijeme vladavine kalifa Omera ibn Abdulaziza zabilježeno da u Medini nije ostao nitko kome treba zekat, niti bilo kakva milostinja. Nakon ovog razdoblja, zekat se polako vratio u svoj prvotni oblik individualne obveze.
Prema nekim konzervativnim pretpostavkama, današnji ukupni iznos prikupljenog zekata na godišnjoj osnovi je 15 puta veći od ukupnog iznosa humanitarne pomoći ostatka svijeta, te prelazi vrijednost od 500 milijardi američkih dolara. Ipak, ovaj potencijal je uveliko neiskorišten.

## Odredbe o zekatu
Zekat se daje na godišnjoj bazi, najčešće uz ramazan, jer su tada ljudska srca najmekša i najdarežljivija. Daje se četrdeseti dio, tj. 2,5%, na različite vrste imovine čija vrijednost prelazi točno određeni iznos, koji se naziva nisab.

### Nisab
Nisab je šerijatom određena količina imovine koju pojedinac ili tvrtka treba steći i posjedovati tokom godinu dana da bi podlijegali obvezi zekata. Ova vrijednost treba biti u posjedu obveznika cijelu godinu, ili bar da se nađe u njegovu posjedu na početku i na kraju godine. Nisab podrazumijeva vrijednost ili količinu imovine koja prelazi osnovne životne potrepštine, kao što su: hrana, odjeća, kuća, stan, pokućstvo, alat, vozilo, radna stoka, osnovna sredstva za poslovanje i troškovi vezani za pobrojano. Imovina namijenjena za likvidiranje dugova također ne podliježe obvezi zekata. Također, nakit od dragog kamenja ili biserja je oslobođen zekata. Stoka (goveda, ovce i koze) koja je manje od pola godine na ispaši, ne podliježe obvezi zekata, a zekat na poljoprivredne proizvode daje se odmah po njihovu prikupljanju.

### Uvjeti za obaveznost zekata
Uvjeti za obaveznost zekata su:
- biti musliman,
- biti umno zdrav i slobodan,
- vlasništvo nad imovinom na koju se daje zekat,
- posjedovati imovinu u vrijednosti ili više od nisaba,
- da imovina koja podliježe obvezi zekata ima stvarni ili pretpostavljeni rast vrijednosti.

### Imovina na koju se daje zekat
Muslimani su dužni dati zekat na sljedeće vrste imovine, ako posjeduju vrijednost jednaku ili veću od nisaba u toku godine dana:
| Imovina | Nisab | Zekat |
| --- | --- | --- |
| Zlato | 91,6 grama | 2,5% |
| Srebro | 641,5 grama | 2,5% |
| Novac, trgovačka roba i poslovanje, dionice, pozajmice, godišnja primanja, državne obveznice, vrijednosni papiri, osiguranja koja uključuju štednju, prihod od iznajmljivanja i prodaje nekretnina | 2777,00€1 | 2,5% |
| Mineralne sirovine | Vrijednost iskopanih sirovina/dobivenih proizvoda nakon oduzimanja svih troškova (iskopavanje, prijevoz, prodaja, iznos koncesije/poreza) | 20% |
| Poljoprivredni proizvodi | Višak nakon podmirenja osnovnih potreba                                                                                                   | 5% za umjetno navodnjavane, 7,5% za dijelom prirodno (kišom), dijelom umjetno navodnjavane, 10% za prirodno navodnjavane proizvode |
| Stoka | 30 goveda2, 40 ovaca ili koza3 | 1 grlo, dalje prema utvrđenom principu                                                                                             |

1 Vrijednost za mjesece islamskog kalendara šaban, ramazan i ševal 1435. godine po Hidžri, odnosno 2014. godini, prema Islamskoj zajednici u Bosni i Hercegovini, pod čijom ingerencijom se nalaz i Islamska zajednica u Hrvatskoj. 

2 Zekat na goveda se obračunava po sljedećem principu: za 30 goveda daje se jedno mlado u drugoj godini; za 40-50 goveda, jedno mlado u trećoj godini; od 60-69 goveda, dvoje mladih u drugoj godini; 70-79 goveda, dvoje mladih - jedno u drugoj, a jedno u trećoj godini; 80-89 goveda, dvoje mladih u trećoj godini; 90-100 goveda, troje mladih u drugoj godini; 100-109 goveda, troje mladih - dvoje od dvije, a jedno od godinu dana. Za svakih narednih 30 grla, daje se jedno mlado u drugoj, a za svakih 40, jedno mlado u trećoj godini. 

3 Za sitnu stoku - ovce i koze, zekat se daje po sljedećem principu: 40-120 grla - jedno grlo; 121-200 grla - dva grla; 201-399 grla - tri grla, više od 400 grla - četiri grla. Na svakih sljedećih 100 grla daje se po jedno.

### Primatelji zekata
U skladu s propisima Kur'ana, obavezni milodari (zekat i sadekatu-l-fitr) pripadaju sljedećim primateljima:
1. siromasima, koji žive u apsolutnom siromaštvu i nisu u stanju da se iz njega izbave,
2. nevoljnicima, kojima nevolja ne dopušta da sebi zarade imovinu,
3. prikupljačima zekata, ovlaštenima od strane pravomoćnog vjerskog autoriteta,
4. preobraćenicima, kako bi ih se pridobilo i učvrstilo u islamu,
5. robovima, kako bi bili oslobođeni ropstva i otkupili se,
6. prezaduženim osobama,
7. za opće dobro zajednice, čime upravlja pravomoćni vjerski autoritet,
8. putniku, koji je ostao bez sredstava za nastavak putovanja.

Zekat je ipak najpreče davati za potrebe islamske zajednice, jer se u te svrhe davao i za vrijeme Poslanika Muhameda. Pravomoćni vjerski autoritet poput islamske zajednice je potom dužan rasporediti prikupljena sredstva po gore navedenim kategorijama, te odlučiti o pravu prvenstva jedne kategorije primatelja nad drugom u datom trenutku.
Vjernici bi pri davanju zekata prednost trebali davati svojim bližnjima, potom daljim rođacima, susjedima, pa tek onda osoba za koje nisu vezani rodbinskim ili susjedskim vezama, samo ako svi oni pripadaju nekoj kategoriji primatelja zekata, i nisu od onih kojima se zekat ne smije dati.

### Osobe kojima se zekat ne smije dati
Zekat se, prema propisima, ne smije dati sljedećim osobama:
1. nemuslimanima,
2. osobama koje imaju dovoljno imovine za samoizdržavanje,
3. muž ženi, niti žena mužu, jer su dužni jedno drugo uzdržavati,
4. uzlaznoj lozi: ocu, majci, djedu, baki,
5. silaznoj lozi: sinovima i kćerima, unučadi,
6. mentalnim bolesnicima,
7. maloljetnicima, jer ne shvataju značaj zekata,
8. svome dužniku, kako bi se isti odužio za dug.

Od rodbine, zekat se načelno može dati: braći i sestrama i njihovoj djeci, te ujacima, stričevima, tetkama i njihovoj djeci.

### Neizvršavanje obveze zekata
Nedavati zekat, kao strogu vjersku obvezu i jedan od pet stupova islama, znači izlazak iz vjere, a nedavanje zekata za osobu koja ga je dužna dati, predstavlja veliki grijeh koji podrazumijeva kaznu na ovom svijetu i u životu nakon smrti, i udaljava čovjeka od Božje milosti. Prema islamskom vjerovanju, postoje osobe koje Allah dž.š. proklinje u životu na oba svijeta, a među te osobe spadaju i ljudi koji robuju novcu i ne ispunjavaju svoje novčane vjerske dužnosti. U Kur'anu se nalazi oštro upozorenje onima koji svoje bogatstvo gomilaju, ne dijeleći milostinju iz njega:
Onima koji zlato i srebro gomilaju i ne troše ga na Alahovu putu - navijesti bolnu patnju. Na Dan kad se ono bude u vatri Pakla usijalo, pa se njime čela njihova i slabine njihove i leđa njihova budu žigosala: “Ovo je ono što ste za sebe zgrtali, iskusite zato kaznu za ono što ste gomilali!"  (At-Tevba, 34-35.)
Od Abu Hurejre se prenosi da je Muhamed o onima koji ne daju zekat rekao: 
“Kome Uzvišeni Bog da imetak, pa ne daje zekat iz tog imetka, on će mu doći na Sudnjem danu u liku zmije otrovnice s dvije crne točke iznad očiju, koja će se omotati oko njega, stežući ga, a zatim će ga ščepati za čeljust, govoreći mu: 'Ja sam tvoj imetak, ja sam tvoje blago!'"
Poseban oblik velikog grijeha je primiti zekat, sadakat al-fitr ili bilo kakvu milostinju, bez stvarne potrebe za tim.

## Svrha zekata
Poslanik Muhamed je često isticao značaj zekata, kao jednog od pet stupova islama, za muslimana kao pojedinca, kao i za cjelokupnu islamsku zajednicu, pozivajući između ostalog muslimane da osiguraju i uvećaju svoju imovinu davanjem zekata.
Koristi zekata za pojedinca su, prema islamskom vjerovanju, višestruke: time se ispunjava neupitna obveza koju naređuje Bog i potvrđuje pripadnost islamu, i stvara pretpostavka vjernik da bude višestruko nagrađen na oba svijeta. Također, zekat čisti imovinu vjernika od islamom zabranjenih stvari i stvara pretpostavku za njeno uvećavanje i osiguravanje. Zekat uči vjernike da su samo korisnici, a ne apsolutni vlasnici svoje imovine (koja, kao i sve ostalo pripada Jedinom Bogu), njegova svrha je razvijanje osjećaja zahvalnosti Alahu na podarenim blagodatima i mogućnosti pomaganja drugima, kao i čišćenje i zaštita duša vjernika od pohlepe, škrtosti i samoživosti.
U zajednici je svrha zekata unaprjeđenje međuljudskih odnosa i razumijevanja bogatih za siromašne, te samim time ublažavanje socijalnih razlika. Prikupljeni zekat je izvor sredstava za izgradnju zajednice putem različitih razvojnih i obrazovnih projekata.

## Vanjske poveznice
- Službena stranica IZ BiH o zekatu  Arhivirana inačica izvorne stranice od 4. srpnja 2014. (Wayback Machine)
- Web-aplikacija za izračunavanje zekata  Arhivirana inačica izvorne stranice od 25. srpnja 2014. (Wayback Machine)